# Zombie Dollz
Pour plus de détails, voir Fiche technique et Distribution.
Zombie Dollz est une comédie d'horreur américaine, écrite et réalisée par Creep Creepersin et Ries Dahlquist, sortie en 2015. Le film met en vedettes dans les rôles principaux Cindy Olson Angland, Barbara Berosik et Amber Nicole Buus.

## Synopsis
Un groupe d’amis ont décidé de passer une soirée entre hommes avec des strip-teaseuses, mais une apocalypse zombie frappe leur ville. Retranchés dans leur maison mais sans armes, ils sont éliminés un par un et doivent trouver le moyen de survivre sans être infectés par les zombies, et de s’échapper de la maison pour trouver de l’aide.

## Distribution
- Cindy Olson Angland : Zombie
- Barbara Berosik : Zombie
- Amber Nicole Buus : Zombie
- Heather Captain Dahlquist : Nancy
- John Dahlquist : Donnie
- Ries Dahlquist : Traci
- Derek Dirlam : Dee
- Kira Doebler : Zombie
- Sarah French : Ciri
- Sheilah Ramlet Gilleland : Zombie
- Jesse Griffith : Vin
- Britney Grimm : Trixi
- Leah Grimm : Roxi
- Rachel Grubb : Rita
- Valerie Katz : Annie
- Jennifer Lee Kocurek-Porter : Dixi
- Briana Rose Lee : Zombie
- Jolene Pearl Weiss : Jojo[1]

## Production
Le film est sorti le 19 mars 2015 aux États-Unis, son pays d’origine.